# Specklinia lanceola
Specklinia lanceola är en orkidéart som först beskrevs av Olof Swartz, och fick sitt nu gällande namn av John Lindley. Specklinia lanceola ingår i släktet Specklinia och familjen orkidéer. Inga underarter finns listade i Catalogue of Life.